# Coupe de Belgique féminine de handball 1988-1989
Navigation
Coupe de Belgique 1987-1988 Coupe de Belgique 1989-1990
La Coupe de Belgique féminine de handball 1988-1989 est la 9e édition de cette compétition organisée par l'Union royale belge de handball (URBH)
Au terme de cette édition, l'Initia HC Hasselt, le plus titrés, défait le tenant du titre, le KV Sasja HC Hoboken, sur le terrain de Malmedy, 13 à 10.

## Résultats

### Huitièmes de finale
| Club                  | Résultat | Club                   | Lieu         |
| --------------------- | -------- | ---------------------- | ------------ |
| HC Herstal            | 4-20     | STHV Juventus Melveren | Herstal      |
| Olse Merksem HC       | 10-17    | ROC Flémalle           | Merksem      |
| Zandvliet             | 10-17    | DHC Meeuwen            | Anvers       |
| Fémina Liège          | 8-13     | Avanti Femina Lebbeke  | Liège        |
| Fémina Evere          | ?-?      | adversaire inconnu     | lieu inconnu |
| KTSV Eupen 1889       | ?-?      | adversaire inconnu     | lieu inconnu |
| Initia HC Hasselt     | ?-?      | adversaire inconnu     | lieu inconnu |
| KV Sasja HC Hoboken T | ?-?      | adversaire inconnu     | lieu inconnu |

### Quarts de finale
| Club                  | Résultat | Club                   | Lieu              |
| --------------------- | -------- | ---------------------- | ----------------- |
| Fémina Evere          | 11-19    | STHV Juventus Melveren | Evere             |
| Avanti Femina Lebbeke | 7-8      | KV Sasja HC Hoboken T  | Lebbeke           |
| DHC Meeuwen           | 21-6     | KTSV Eupen 1889        | Meeuwen-Gruitrode |
| Initia HC Hasselt     | 32-8     | ROC Flémalle           | Hasselt           |

### Demi-finales
| Club                | Résultat | Club                  | Lieu         |
| ------------------- | -------- | --------------------- | ------------ |
| Melveren ou Meeuwen | ?-?      | KV Sasja HC Hoboken T | lieu inconnu |
| Melveren ou Meeuwen | ?-?      | Initia HC Hasselt     | lieu inconnu |

### Finale
| 21 mai 1989 | Initia HC Hasselt            | 13 - 10 | KV Sasja HC Hoboken T | Malmedy |
| 21 mai 1989 | (5 - 5)                      |         |                       | Malmedy |
| 21 mai 1989 | Rapport (archives lesoir.be) |         |                       | Malmedy |

## Vainqueur
| Coupe de Belgique féminine de handball 1988-1989 Initia HC Hasselt 5e titre |